# Belarussische Christdemokratie
Belarussische Christdemokratie (belarussisch Беларуская хрысьціянская дэмакратыя Belaruskaja chryszijanskaja demakratyja) ist eine unregistrierte politische Partei in Belarus.

## Geschichte
Die Partei wurde im Jahr 1917 von mehreren katholischen Priestern gegründet, darunter Winzent Hadleuski, Fabijan Abrantowitsch und Adam Stankewitsch. Die Partei war bis zum Jahr 1940 im Westen von Weißrussland aktiv. Sie veröffentlichte die Zeitung Weißrussischer Frühling. Ihre politischen Einstellungen umfassten nicht nur Klerikalismus, sondern soziale Belange und die Forderung nach einem unabhängigen und demokratischen Belarus. Im Jahr 1926 gründete die Partei das Weißrussische Institut für Wirtschaft und Kultur.
Mit der Einnahme des westlichen Teils von Weißrussland durch die Sowjetunion 1939 wurden zahlreiche Mitglieder der Partei verfolgt und hingerichtet. Hadleuski selbst wurde von den Nationalsozialisten am Heiligabend 1942 im Vernichtungslager Maly Trostinez ermordet. In der Sowjetunion war eine Neugründung nicht möglich, da alle Parteien bis auf die KPdSU verboten waren.

### Neugründung 2005
Erst nach der Unabhängigkeit von Belarus konnte die Partei im Jahr 2005 gegründet werden. Allerdings wird die Partei seit 2007 vom Justizministerium nicht registriert. Bei der Präsidentschaftswahl in Belarus 2010 kandidierte Wital Rymascheuski, der stellvertretende Vorsitzende der Christdemokraten, und bekam 1,1 % der Stimmen.
Von der Jamestown Foundation wurde der Co-Vorsitzende Pawel Sewjarynez als einer der bekanntesten möglichen Kandidaten für die Präsidentschaftswahl in Belarus 2020 angeführt. Am 7. Juni 2020 wurde er allerdings wegen seiner Teilnahme an früheren Protesten verhaftet und zu 75 Tagen „Verwaltungsarrest“ verurteilt. Am 25. Mai 2021 wurde Sewjarynez von einem Gericht in Mahiljou wegen des Vorwurfs der Organisation von Massenunruhen zu sieben Jahren Haft verurteilt. Die Menschenrechtsorganisationen Amnesty International und Wjasna stufen ihn als gewaltlosen politischen Gefangenen ein.